# Sier (Ameland)
Sier war eine Siedlung auf der niederländischen Insel Ameland. Das Dorf lag westlich von Hollum und verfügte über einen eigenen Hafen. 
Durch die beständige und starke westliche Strömung wurden im Laufe der Jahrhunderte große Teile der westlichen Insel abgetragen. Der genaue Zeitpunkt ist nicht mehr bekannt, doch um 1730 verließen die Bewohner ihr Dorf und das Örtchen Sier verschwand im Laufe der folgenden Jahre in der Nordsee. 
Von Sier hat man über 200 Brunnen gefunden, was darauf hindeutet, dass es sich um ein einigermaßen großes Dorf gehandelt haben muss. In diesen Brunnen, die aus Strand-Sode oder aus Daubenholz von Heringsfässern errichtet waren, fand man Scherben von mittelalterlichem Töpfergut und einige unbeschädigte Krüge.